# Hyaloperina vitrina
Hyaloperina vitrina är en fjärilsart som beskrevs av Erich Martin Hering 1926. Hyaloperina vitrina ingår i släktet Hyaloperina och familjen tofsspinnare. Inga underarter finns listade i Catalogue of Life.